# بلغرافيا

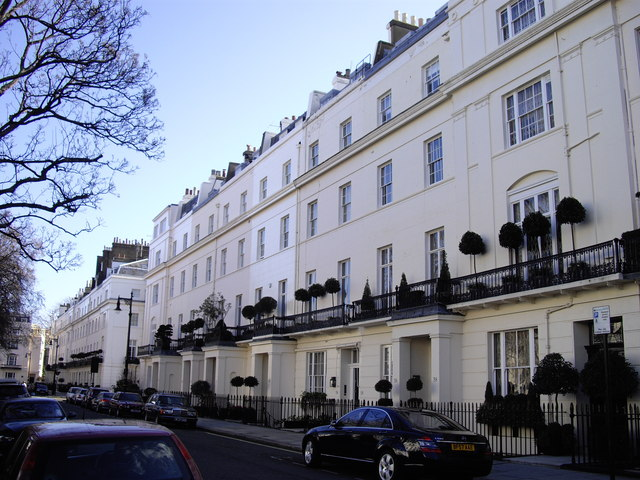
ميدان تشستر - بلغرافيا.

بلغرافيا حي يقع في غرب العاصمة البريطانية لندن، وتحديدا جنوب شرق الهايد بارك.
يعتبر من الأحياء الراقية وفيها تواجد للجالية العربية.

## أعلام
- أنطوني أرمسترونغ جونز
- هنري ستانلي
- باتريك باوز ليون
- فوستر كانليف
- كرستوفر لي